# Іркліївська сільська територіальна громада
Іркліївська сільська громада — територіальна громада в Україні, в Золотоніському районі Черкаської області. Адміністративний центр — село Іркліїв. Утворена 29 березня 2017 року шляхом об'єднання Іркліївської та Мельниківської сільських рад Чорнобаївського району. Розширена Розпорядженням Кабінету Міністрів України від 12 червня 2020 року. З 17 липня 2020 року віднесена до Золотоніського району відповідно до Постанови Верховної Ради України № 807-IX. Площа громади - 926.2 км², чисельність населення - 18748 осіб (станом на 2020 рік).

## Населені пункти
До громади увійшло 16 сільських рад:
- Васютинська
- Вереміївська
- Жовнинська
- Іркліївська
- Кліщинська
- Крутьківська
- Лихолітська
- Лящівська
- Мельниківська
- Москаленківська
- Першотравнева
- Придніпровська
- Ревбинська
- Староковрайська
- Степівська
- Тимченківська

вони включали 26 населених пунктів, що стали членами громади.
З них 24 села:
- Баталий
- Васютинці
- Вереміївка
- Воронниці
- Жовнине
- Загородище
- Іркліїв
- Кліщинці
- Коврай
- Крутьки
- Лихоліти
- Лящівка
- Мельники
- Москаленки
- Новий Коврай
- Придніпровське
- Ревбинці
- Скородистик
- Старий Коврай
- Степове
- Тимченки
- Червоногірка
- Червонохижинці
- Чехівка

та 2 селища:
- Журавлине
- Мирне

## Населення

### Мова
Розподіл населення населених пунктів громади за рідною мовою за даними перепису 2001 року:
| Мова            | Чисельність, осіб | Відсоток |
| --------------- | ----------------- | -------- |
| Українська      | 23 417            | 97,13%   |
| Російська       | 569               | 2,36%    |
| Вірменська      | 61                | 0,25%    |
| Білоруська      | 24                | 0,10%    |
| Румунська       | 10                | 0,04%    |
| Інші/Не вказали | 27                | 0,12%    |
| Разом           | 24 108            | 100%     |